# Kulczyn (rejon kowelski)
Kulczyn – wieś na Ukrainie, w obwodzie wołyńskim, w rejonie kowelskim. W 2001 roku liczyła 523 mieszkańców.
W czasie okupacji niemieckiej mieszkająca tutaj ukraińska rodzina Kosoburowów ukrywała Żydówkę Brachę Goldhaber. W 1997 roku Instytut Jad Waszem uhonorował za to Petra i Ołenę Kosoburowów tytułami Sprawiedliwych wśród Narodów Świata.
Do 2020 w rejonie turzyskim.